# Al-Wakra (prowincja)
Al-Wakra (arab. الوكرة) – jedna z 8 prowincji w emiracie Kataru, znajdująca się w południowo-wschodniej części kraju. Stolicą prowincji jest Al-Wakra.

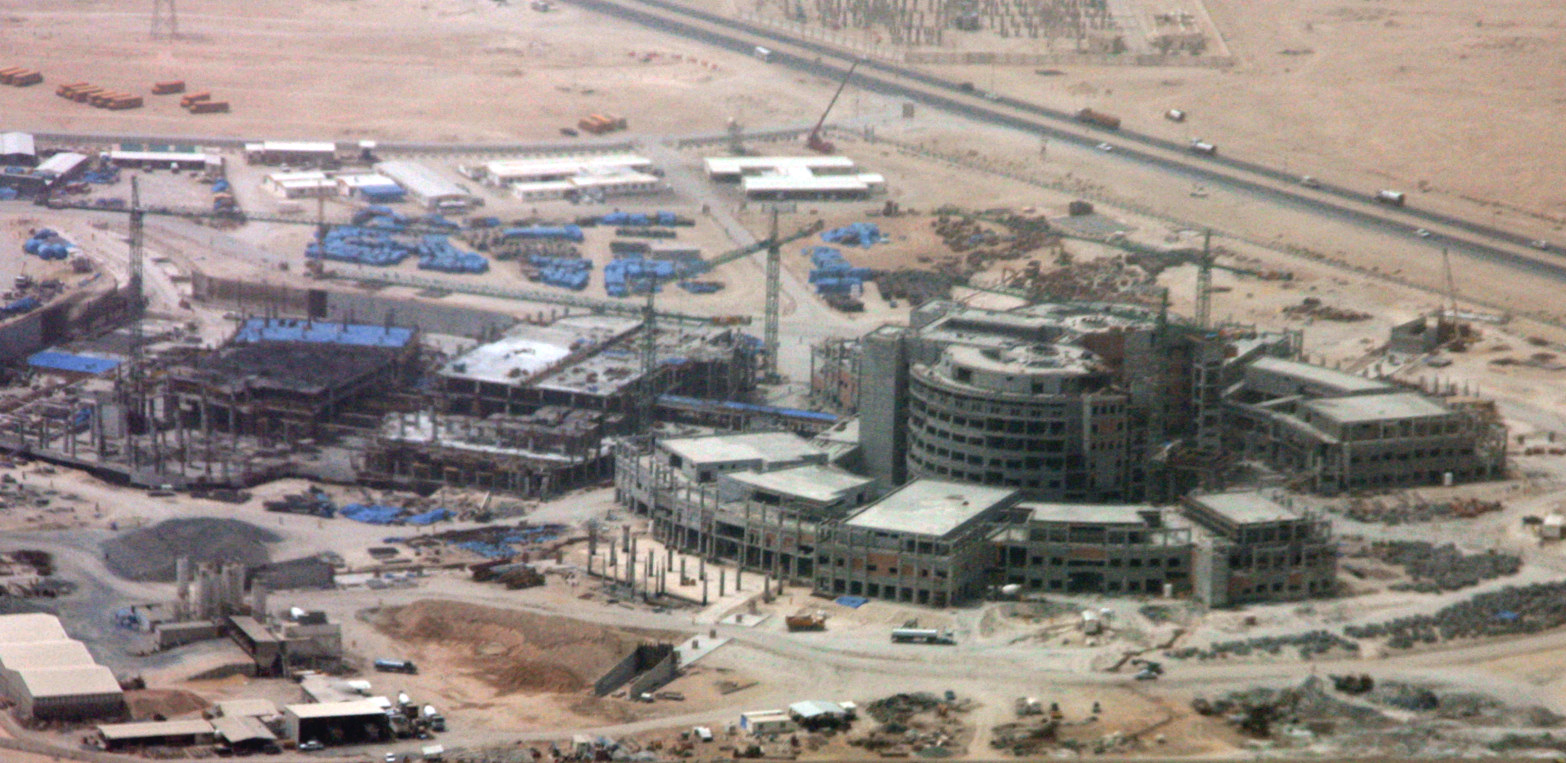
Budowa nowego szpitala, stan na kwiecień 2009